# Elia Aggiano
Elia Aggiano (Bríndisi, Pulla, 15 de març de 1972) és un ciclista italià, que fou professional des de 1997 fins al 2007. Del seu palmarès desataquen algunes victòries d'etapa i victòries en proves d'un sol dia com el Trofeu Manacor o el Trofeu Calvià de la Challenge de Mallorca.

## Palmarès
- 1992
  - 1r a la Coppa Collecchio
  - 1r a la Targa Crocifisso
- 1993
  - 1r a la Coppa Cicogna
- 1995
  - 1r a la Milà-Busseto
- 1996
  - 1r al Trofeu Franco Balestra
- 1998
  - 1r al Trofeu Manacor de la Challenge de Mallorca
  - 1r al Trofeu Luis Ocaña
- 1999
  - Vencedor d'una etapa a la Volta a Castella i Lleó
  - Vencedor d'una etapa a la Volta a Galícia
- 2000
  - 1r al Trofeu Calvià de la Challenge de Mallorca
- 2002
  - Vencedor d'una etapa a la Uniqa Classic
  - Vencedor d'una etapa a la Volta a Dinamarca
  - Vencedor d'una etapa al Tour de Poitou-Charentes
- 2003
  - Vencedor d'una etapa al Giro del Trentino
- 2005
  - Vencedor d'una etapa a la Setmana Internacional de Coppi i Bartali
- 2006
  - Vencedor d'una etapa al Tour de Langkawi

### Resultats al Giro d'Itàlia
- 1997. Abandona (19a etapa)
- 1998. Abandona (16a etapa)
- 2000. 81è de la classificació general
- 2007. 138è de la classificació general

### Resultats al Tour de França
- 1999. 92è de la classificació general

### Resultats a la Volta a Espanya
- 2001. Abandona (11a etapa)
- 2002. Abandona (18a etapa)